# 후지사와역
후지사와역(일본어: 藤沢駅, ふじさわえき)은 일본 가나가와현 후지사와시에 있는 동일본 여객철도, 오다큐 전철, 에노시마 전철의 철도역이다.

## 역 구조

### 동일본 여객철도
2면 4선의 승강장을 가진 지상역이다. 역사는 교상역사이며, 미도리노마도구치와 자동 개찰기가 설치되어 있다.

#### 승강장
| 1 | ■ 도카이도 화물선  | 상행 라이너           | 시나가와 · 도쿄 · 신주쿠 방면     |
| 2 | ■ 도카이도 화물선  | 하행 라이너           | 히라쓰카 · 오다와라 방면          |
| 3 | ■ 도카이도 선      | 상행                  | 요코하마 · 시나가와 · 도쿄 방면   |
| 3 | ■ 쇼난 신주쿠 라인 | 북행 다카사키 선 직결 | 신주쿠 · 오미야 · 다카사키 방면   |
| 4 | ■ 도카이도 선      | 하행                  | 히라쓰카 · 오다와라 · 아타미 방면 |

### 오다큐 전철
동일본 여객철도 역의 남측에 위치해있는 2면 3선의 두단식 승강장이 있는 지상역이다. 역사는 동일본 여객철도의 역사와 계단으로 연결되어 있으나, 독립된 건물을 사용하고 있으며 두단식 승강장이 끝나는 지점의 지상부에 위치하고 있다. 역 구조상 사가미오노 - 가타세에노시마를 직통하려는 열차는 스위치백 운행을 해야한다. 에노시마 선 건설 당시 일본 철도성이 에노시마 전철선과 완전히 병행하는 것을 피하도록 유도했기 때문에 현재의 역 구조가 생기게 되었다.

#### 승강장
| 1 · 2 | ■ 에노시마 선 | 혼쿠게누마 · 구게누마카이간 · 가타세에노시마 방면 |
| 1 · 2 | ■ 에노시마 선 | 야마토 · 사가미오노 · 마치다 · 신주쿠 방면        |
| 3 · 4 | ■ 에노시마 선 | 야마토 · 사가미오노 · 마치다 · 신주쿠 방면        |

### 에노시마 전철
에노시마 전철의 역은 JR, 오다큐의 역 남쪽 출입구 근처에 있는 오다큐 백화점의 2층 부분에 있으며 자동개찰기가 설치되어 있다.
예전에는 2면 2선의 지상역으로 JR 역사에 인접해있었으나 역 주변 재개발로 인하여 역 빌딩을 세우게 되면서 현재 2면 1선의 구조가 되었다. 선로 하나를 두고 한 쪽을 승차용 승강장, 한 쪽을 하차용 승강장으로 사용하고 있다.

#### 승강장
| 승차 | ■ 에노시마 전철선 | 에노시마 · 하세 · 가마쿠라 방면 |
| 하차 | ■ 에노시마 전철선 | 당역 종착                       |

## 역 주변
- 국도 제467호선
- 도큐핸즈 후지사와 점
- 후지사와 우편국
- 후지사와 시청
- 닛폰 정공 후지사와 공장

## 역사
- 1887년 7월 11일 - 일본국유철도 요코하마 - 고즈 간 개통과 동시에 개업, 여객 및 화물 취급 개시.
- 1902년 9월 1일 - 에노시마 전철의 역이 개업.
- 1929년 9월 1일 - 오다큐 전철의 역이 개업.
- 1969년 10월 1일 - 화물 업무를 신설된 쇼난 화물역에 이관.
- 1974년 6월 7일 - 에노시마 전철의 역사를 현재 위치로 이전.
- 1977년 10월 15일 - 북쪽 출입구의 지하도 개통.
- 1980년 - 일본국유철도 역사 교상화.
- 1980년 6월 1일 - 역사 남북 자유 통로 개설.
- 1985년 3월 14일 - 일본국유철도 역 수하물 취급 폐지.
- 1987년 4월 1일 - 일본국유철도 분할 민영화로 일본국유철도의 역이 동일본 여객철도로 이관.
- 1993년 - 동일본 여객철도의 역에 1, 2번 승강장 신설, 기존 승강장을 3, 4번으로 변경.
- 2001년 11월 18일 - 스이카 사용 개시.
- 2007년 3월 3일 - 동일본 여객철도 역과 오다큐 역 사이에 과선교와 연락 개찰구를 확장. 모든 통로의 개찰기를 자동 개찰기로 교체.

## 인접한 역
| 동일본 여객철도 도카이도 본선         | 동일본 여객철도 도카이도 본선         | 동일본 여객철도 도카이도 본선  |
| ------------------------------------- | ------------------------------------- | ------------------------------ |
| JT 07 오후나 구로이소 · 다카사키 방면 | 도카이도 선 통근쾌속 · 쾌속 아쿠티 호 | JT 10 지가사키 아타미 방면     |
| JT 07 오후나 구로이소 · 다카사키 방면 | 도카이도 선 보통                      | JT 09 쓰지도 아타미 방면       |
| JS 09 오후나 다카사키 방면            | ■ 쇼난 신주쿠 라인 특별쾌속           | 지가사키 오다와라 방면         |
| 오후나 다카사키 방면                  | ■ 쇼난 신주쿠 라인 쾌속               | 쓰지도 오다와라 방면           |
| 오다큐 전철 에노시마 선               |                                       |                                |
| 쇼난다이 신주쿠 방면                  | ■ 에노시마 선 쾌속급행 · 10량 급행    | 가타세에노시마 방면            |
| 쇼난다이 신주쿠 방면                  | ■ 에노시마 선 6량 급행                | 혼쿠게누마 가타세에노시마 방면 |
| 후지사와혼마치 신주쿠 방면            | ■ 에노시마 선 각역정차                | 혼쿠게누마 가타세에노시마 방면 |
| 에노시마 전철 에노시마 전철선         |                                       |                                |
| 시·종착역                             | ■ 에노시마 전철선                     | 이시가미 가마쿠라 방면         |